# Urigurena
Urigurena es un despoblado que actualmente forma parte del concejo de Aspuru, que está situado en el municipio de San Millán, en la provincia de Álava, País Vasco (España).

## Toponimia
A lo largo de los siglos ha sido conocido también con los nombres de Hriguremia, Hurigurenna y Rigueremia.

## Historia
Documentado desde 1025 (Reja de San Millán), para el año 1257 estaba despoblado.